# Manuscrito encontrado
Um manuscrito encontrado (também chamado de manuscrito descoberto, manuscrito imaginário, pseudobiblia) refere-se a um tropo literário [en] no qual uma obra literária faz referência a outra obra, alegada como existente, mas na verdade fictícia, sendo geralmente um elemento importante da trama; ou afirma ser tal obra; ou alega ser baseada nela.

## História

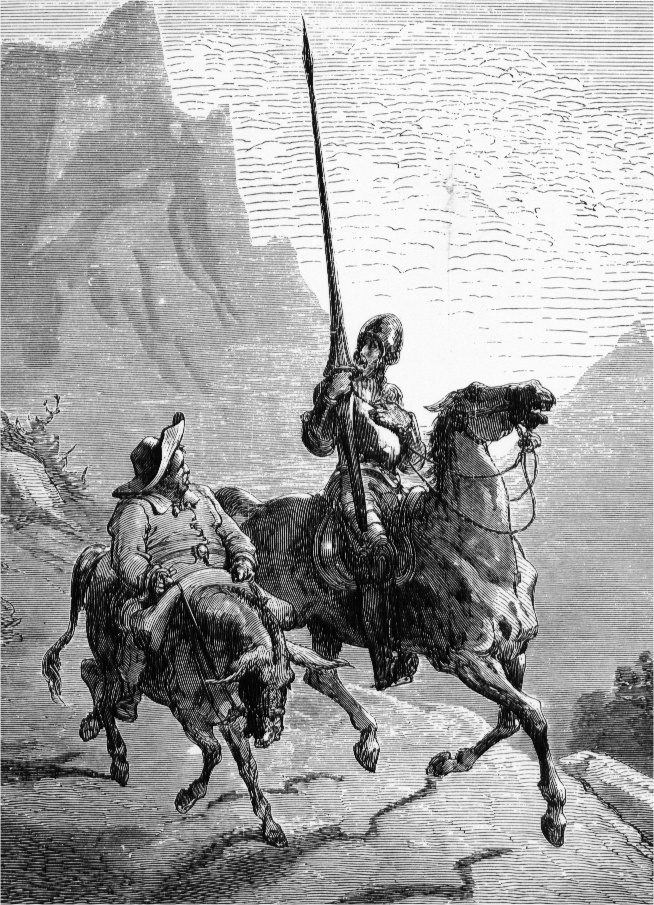
Um exemplo inicial do tropo é Dom Quixote, que Miguel de Cervantes alegou ter traduzido de um texto árabe do inexistente Cide Hamete Benengeli.

De acordo com L. Sprague de Camp, o exemplo mais antigo conhecido de um livro fictício [en] seria o O Livro de Tote, um suposto texto sagrado ou mágico da era do Antigo Egito, mencionado em um conto daquela época ("Setne Khamwas e Si-Osire [en]"). Um exemplo inicial do tropo do manuscrito encontrado na era moderna é Dom Quixote (1605–1615) de Miguel de Cervantes, pois Cervantes afirmou no livro que ele foi significativamente traduzido de um texto árabe do inexistente historiador mourisco Cide Hamete Benengeli [en]. Posteriormente, o tropo foi descrito como particularmente comum na poesia escocesa [en] e na ficção gótica. Na primeira, foi popularizado por James Macpherson e seus poemas de Ossian (série que estreou em 1761), que ele alegou serem baseados em sua tradução de suposta "poesia antiga" em sua posse. Na última, por exemplo, o romance de Horace Walpole de 1764, O Castelo de Otranto, que também estabeleceu a ficção gótica como um gênero, afirmava ser uma tradução de um manuscrito italiano mais antigo da era das Cruzadas. O tropo se espalhou para muitas outras regiões e gêneros, como a literatura americana inicial – por exemplo, a alegação de que a história é baseada em documentos supostamente existentes herdados pelo autor estava presente em The Female American [en] (1767), anônimo, enquanto Nathaniel Hawthorne afirmou que pelo menos duas de suas obras (A Letra Escarlate [1850] e A Casa das Sete Torres [1851]) eram baseadas em manuscritos encontrados em vários lugares. Outro exemplo, em língua francesa, é o romance do século XVIII Manuscrito Encontrado em Saragoça.
No século XX, referências a um grande corpo de obras literárias fictícias (mais notavelmente, o Necronomicon) formaram uma parte importante do universo compartilhado dos Mitos de Cthulhu, iniciado por H. P. Lovecraft.
Lolita de Vladimir Nabokov é precedida por um prefácio fictício de um editor de livros de psicologia, e o romance é apresentado como a memória de seu protagonista, que escreve sob o pseudônimo Humbert Humbert.
O tropo foi adaptado para mídias modernas e é conhecido como found footage, popularizado pelo filme de terror de 1999 e pseudodocumentário A Bruxa de Blair, e por jogos eletrônicos (como Her Story de 2015 ou Resident Evil 7: Biohazard de 2017).

## Análise
O tropo foi descrito como uma das ferramentas da metaficção. Ele tem sido usado devido ao crescente interesse do público pela história real, incluindo a redescoberta de obras de autores antigos ou populares consideradas perdidas ou desconhecidas [en]. É utilizado pelos autores para produzir uma sensação de admiração (encontrar tal obra pode ser um ponto importante da trama em várias obras) e a sensação de que descobriram um tesouro raro e único. Também é usado para borrar a fronteira entre ficção e realidade e aumentar a credibilidade narrativa, retratando eventos fictícios como reais e distanciando a autoria do texto do autor original. A técnica de referenciar extensivamente obras fictícias também foi discutida no contexto de "promover uma tradição literária (de fraudes) [en] enquanto também parodia a metodologia acadêmica por meio da qual tais tradições são consolidadas".
Embora frequentemente associado à ficção, o tropo também é usado em supostas obras de não ficção, como A História de Nova York desde o Início do Mundo até o Fim da Dinastia Holandesa [en] (1809) de Washington Irving. Além da ficção, o tropo foi encontrado em crônicas históricas, cartas pessoais, trechos de periódicos e obras devocionais, entre outros.
Enquanto algumas obras se apresentam em sua totalidade como baseadas em textos-fonte supostamente reais, em outras, referências a manuscritos encontrados são um ponto importante da trama ou um elemento passageiro de uma narrativa. Algumas obras relacionadas são estruturadas em torno de histórias reais ou tramas narrativas de manuscritos que desapareceram (isso foi descrito como um tropo de "manuscrito perdido").: Relacionado também é a tradição de pseudoepígrafes (um uso literário de atribuição falsa, levando a conceitos como Pseudo-Aristóteles e similares).
O tropo foi ocasionalmente criticado quando a suposta nova obra é de um autor recentemente falecido, publicada postumamente; nesse caso, é provável que seja visto como uma atividade fraudulenta ou desrespeitosa.